# Trogulus cisalpinus
Trogulus cisalpinus is een hooiwagen uit de familie kaphooiwagens (Trogulidae).